# УрФО 24
«УрФО 24» (до 11 февраля 2017 года — «УОТК „Ермак“») — российская телекомпания. Вещает на территории Уральского федерального округа (Свердловская, Челябинская, Тюменская, Курганская области, а также Ханты-Мансийский и Ямало-Ненецкий автономные округа). Вещание началось 12 июня 2002 года. С 11 февраля 2017 года из-за организационных мероприятий телеканал приостановил вещание. 13 марта 2017 года вещание возобновлено с новым наименованием — «УрФО 24».

## История телеканала
Общество с ограниченной ответственностью «Уральская окружная телевизионная компания «Ермак» зарегистрировано 11 декабря 2001 года (ИНН 6671112306).
Начал вещание 12 июня 2002 года на 51 ТВК в Екатеринбурге. С 1 января 2003 года вещал на 12 ТВК, поменявшись местами с ТВС. С апреля 2010 года вышел в эфир Свердловской области с программой «События УрФО» на частотах телекомпании ОТВ. С 1 марта 2011 года телекомпания вышла в Челябинский телеэфир на 52 ТВК вместе с телеканалом Россия-24. Вещает «Ермак» в Челябинске на 52 телеканале по будням с 19:00 до 20:00. Также, с 22 марта 2011 года выходит в радиоэфир на частоте 107,8 МГц (FM) вместе с радиостанцией Вести FM.
На 2016 год общее количество сотрудников, включая операторов, технический персонал и внештатных сотрудников – около 50 человек.
В конце 2016 года — начале 2017 года у телекомпании сложились финансовые трудности, связанные, в том числе с переходом на новый цифровой формат вещания. С 11 февраля 2017 года из-за организационных мероприятий телеканал временно прекратил вещание. Изначально планировалось возобновить его работу уже 1 марта, но по словам полномочного представителя Президента Российской Федерации в Уральском федеральном округе Игоря Холманских на это потребуется два-три месяца.
13 марта 2017 года телекомпания провела ребрендинг и возобновила вещание с новым наименованием — «УрФО 24».
14 января 2019 года логотип телекомпании «УрФО 24» сменил название на «24/6».

### Спутниковое вещание
Во второй половине сентября 2002 года УОТК «Ермак» начала вещание на спутнике «Бонум-1» (ныне — «Экспресс АТ1»).
3 апреля 2006 года УОТК «Ермак» начала вещать на частоте спутниковой версии «Четвёртого канала» по будням с 19:00 до 20:00 по екатеринбургскому времени.
Летом 2008 года УОТК «Ермак» прекратила вещание на частоте спутниковой версии «Четвёртого канала».
В 2016 году УОТК «Ермак» прекратила вещание на спутнике «Экспресс АТ1».

## Программы
- «День УрФО» (до 9 декабря 2016 года — «День»; до 10 февраля 2017 года — «День недели») — главная информационная программа телеканала.

- «Неделя УрФО»
- «На страже закона»
- «Как то так...»
- «Пульс»
- «Кто прав?»
- «Скоро выходной»

- «Живи малыш»
- «Рассказы о родине»
- «КультМеню»
- «Актуально»
- «В игре»
- «Днев.nik»
- «Специальный репортаж»
- «Слово адвоката»

### Рубрики
- «Про ДЕНЬги» — экономические новости. В эфире с апреля 2010 года.
- «Гость дня» — интервью с экспертами на одну из тем по Уральскому федеральному округу.
- «Погода дня» — прогноз погоды на Уральский федеральный округ и города федерального значения России.
- «День региона» — новости регионов Уральского федерального округа по материалам партнёров (см. ниже)
- «День on-line» — еженедельная рубрика о самых обсуждаемых темах в сети Интернет и о IT-новинках.

Все рубрики, кроме самого «Дня», изначально выходили только на Екатеринбург, с весны 2010 года все рубрики стали доступны для всех жителей Уральского федерального округа.

## Вещание

### Екатеринбург и Свердловская область
| Канал-вещатель / сеть     | Год начала эфира | Год конца эфира |
| ------------------------- | ---------------- | --------------- |
| 51 канал / ДТВ            | 2002             | 2003            |
| АТН (34 ТВК) / 7ТВ        | 2003             | 2003            |
| «МИГ ТВ» (12 ТВК) / Перец | 2003             | 2013            |
| ОТВ                       | апрель 2010      | декабрь 2016    |
| 4 канал                   | апрель 2014      | апрель 2015     |

### Челябинск и Челябинская область
| Канал-вещатель / сеть               | Год начала эфира   | Год конца эфира     |
| ----------------------------------- | ------------------ | ------------------- |
| 31 канал                            | 2003               | 2010                |
| ОТВ                                 | 2010               | 2017                |
| Россия-24 / ГТРК Южный Урал (52ТВК) | 10 марта 2011 года | 1 декабря 2016 года |

### Курган и Курганская область
| Канал-вещатель / сеть           | Год начала эфира | Год конца эфира |
| ------------------------------- | ---------------- | --------------- |
| 12 канал / ТВ Центр + Россия-24 | 2008             | 2017            |
| Регион-45 / СТС                 | 2008             | эфир идёт       |
| Гриф / ТНТ                      | 2010             | 2017            |

### Тюмень и Тюменская область
С самого начала транслируется каналом Югра.

## Спутниковое вещание
Вещал со спутника «Бонум-1» в виде FTA (сигнал не кодируется).

## Руководители
- председатель Совета директоров — Мишин Игорь Николаевич (2001—2006)
- президент — Николаева Татьяна Вадимовна (2007—2016)[4]
- президент — Муринович Андрей Анатольевич (2016—2017)[5]